# Phan Thị Kim Phúc
Phan Thị Kim Phúc (Trang Bang, Vietnam del Sud, 2 d'abril de 1963) és una activista vietnamita-canadenca coneguda mundialment per ser la nena del napalm (que apareix a la famosa fotografia The Terror of War de la guerra del Vietnam). La fotografia, feta per Nick Ut, va fer la volta al món i va ser guardonada amb el premi Pulitzer 1973.

## Fotografia del Napalm
El juny de 1972, durant la guerra del Vietnam, un avió estatunidenc va llançar una bomba de napalm a la zona de la població de Trang Bang. Allà hi havia Kim Phúc amb la seva família. La nena, de nou anys, va quedar greument cremada i va córrer fora de la població traient-se les restes de la seva roba en flames. En aquell moment, el fotògraf Nick Ut va fer la fotografia i va portar la nena a l'hospital, on va romandre 14 mesos i on va ser operada de trasplantament de pell.
Kim Phúc ha descrit la seva experiència de la següent manera: «El napalm és el dolor més terrible que es pugui imaginar. […] L'aigua bull a 100 graus centígrads, el napalm genera temperatures entre 800 i 1.200 graus centígrads».
Quan va tornar a casa, Kim Phúc esperava ser «una nena normal» i estudiar la carrera de medicina, però el govern vietnamita la va obligar a deixar l'escola per considerar-la «un símbol nacional de la guerra».
La influència de la fotografia presa per Ut va ser tal que alguns historiadors han considerat que la imatge va ajudar a frenar la guerra (malgrat que, quan va ser presa, la retirada de tropes nord-americanes estava ja molt avançada). La dona ha estat entrevistada en nombroses ocasions, per periodistes, presidents, primers ministres, persones de la reialesa, actors, etc. Kim Phúc ha comentat que ella «tan sols volia escapar d'aquesta foto... volia oblidar que això havia passat, però ells volien que tots ho recordessin».

## Vida adulta
El 1986, Kim Phúc va obtenir la llicència per viatjar a estudiar a la Universitat de l'Havana, Cuba, on va començar els seus estudis, en anglès i espanyol. Allí va conèixer un company vietnamita, Bui Huy Toan, amb qui més tard es va casar i va tenir dos fills. En planejar la seva lluna de mel a Moscou, el 1992, quan l'avió va fer escala a Ontario, Canadà, la parella va decidir quedar-s'hi inesperadament, tan sols «confiant en Déu». Va sol·licitar asil polític i aquest li va ser concedit. Kim Phúc va obtenir la ciutadania canadenca i es va fer membre de l'església Faith Way Baptist Church.
Després d'haver evitat parlar públicament sobre l'incident al Vietnam, el 1996 va ser convidada a participar en una cerimònia del Dia dels Veterans als Estats Units. Hi va assistir expressant el seu perdó als soldats que havien participat en la guerra. Llavors va tenir una trobada amb un dels implicats, a qui obertament va perdonar.
El 1997, va crear la Fundació Kim Phúc, que té com a missió ajudar els nens víctimes de la guerra; i aquest mateix any va ser nomenada ambaixadora de Bona Voluntat de la UNESCO. Actualment, Kim Phúc té amistat amb el fotògraf Nick Ut.